# Roccamandolfi
Roccamandolfi község (comune) Olaszország Molise régiójában, Isernia megyében.

## Fekvése
A megye délkeleti részén fekszik. Határai: Cantalupo nel Sannio, Castelpizzuto, Gallo Matese, Letino, Longano, San Gregorio Matese, San Massimo és Santa Maria del Molise.

## Története
A település valószínűleg a longobárd időkben alapították. Első írásos említése Rocca Magenula néven a 12. századból származik. A következő századokban nemesi birtok volt. A 19. század elején nyerte el önállóságát, amikor a Nápolyi Királyságban felszámolták a feudalizmust.

## Népessége
A népesség számának alakulása:

## Főbb látnivalói
- Castello
- San Sebastiano-templom
- San Giacomo Maggiore-templom

## Híres szülöttei
- Salvatore Baccaro, színész